# Donje Trebešinje
Donje Trebešinje (izvirno srbsko Доње Требешиње) je naselje v Srbiji, ki upravno spada pod Mesto Vranje; slednja pa je del Pčinjskega upravnega okraja.

## Demografija
V naselju živi 651 polnoletnih prebivalcev, pri čemer je njihova povprečna starost 38,8 let (37,2 pri moških in 40,4 pri ženskah). Naselje ima 225 gospodinjstev, pri čemer je povprečno število članov na gospodinjstvo 3,70.
To naselje je, glede na rezultate popisa iz leta 2002, večinoma srbsko.
|  |

| Demografija | Demografija     | Demografija     |
| Leto        | Št. prebivalcev | Št. prebivalcev |
| ----------- | --------------- | --------------- |
|             |                 |                 |
|             |                 |                 |
|             |                 |                 |
|             |                 |                 |
| 1948        | 949             |                 |
| 1953        | 961             |                 |
| 1961        | 845             |                 |
| 1971        | 815             |                 |
| 1981        | 814             |                 |
| 1991        | 780             | 778             |
| 2002        | 836             | 832             |
|             |                 |                 |

| Etnična sestava po popisu iz leta 2002 | Etnična sestava po popisu iz leta 2002 | Etnična sestava po popisu iz leta 2002 | Etnična sestava po popisu iz leta 2002 | Etnična sestava po popisu iz leta 2002 |
| -------------------------------------- | -------------------------------------- | -------------------------------------- | -------------------------------------- | -------------------------------------- |
| Srbi                                   | Srbi                                   |                                        | 828                                    | 99,51%                                 |
| Črnogorci                              | Črnogorci                              |                                        | 2                                      | 0,24%                                  |
| Makedonci                              | Makedonci                              |                                        | 1                                      | 0,12%                                  |
| Neznano                                | Neznano                                |                                        | 0                                      | 0,0%                                   |